# Хирон
Ако сте тражили чланак о астрономском телу, погледајте чланак 2060 Хирон.
Хирон, (грч. Χείρων, Cheírôn лат. Chiron) је син Хрона и океаниде Филире, један од кентаура, митског народа полуљуди-полукоња из Тесалије и сматрао се најмудријим и најправеднијим од свих кентаура.

## Митологија
За разлику од својих сународника, Хирон је био мудар и образован. Живео је у пећини на Мелејском рту или на обронцима брда Пелион, где је подучавао друге уметности и науци. Његови ученици су, поред осталих, били и јунаци Гемини, Кастор и Полидеук, као и Јасон, Теламон и Ахил.
Хирон је са својом женом Хериклом имао кћерку Енејиду, која се удала за егинског краља Еака са којим је имала сина Пелеја, који је био отац јунака Ахила.
Аполон је младог кентаура научио вештини лечења и лековитог биља, музике и стрељаштва и натерао га да се уздигне изнад своје зверске природе. Због својих вештина Хирон је био заслужан за откриће ботанике и фармације, науке о биљу и медицини.
У Хироновој пећини на Мелејском рту славила се Пелејева свадба са богињом мора Тетидом. На тој светковини је између богиња Хере, Атине и Афродите избио сукоб око златне јабуке, а тај сукоб је касније својим последицама довео до Тројанског рата. 
Један од највећих Хиронових пријатеља је био највећи јунак античких митова Херакле, који је, несрећним случајем, био кривац Хиронове смрти.
У традиционалним грчким приказима Хирона он се разликује од других кентаура, што показује његов статус и наслеђе. Најчешће је представљен са предњим ногама које су људске, иако кентаури имају цео доњи део тела коњски. А често је приказиван и како носи одећу, представљајући га као цивилизованијег од других кентаура.

## Хиронова смрт
Када је по налогу микенског краља Еуристеја, Херакле пошао у лов на еримантског вепра, зауставио се код свог пријатеља кентаура Фола. Фол је у част доласка Херакла приредио велику гозбу и отворио велико буре вина. Вино је било у власништву свих кентаура, па када се мирис вина проширио по околини, остали кентаури су дотрчали и напали кућу у којој је живео Фол, не би ли спасли своје вино.
Херакле се у том сукобу кентаура ставио на страну свог пријатеља Фола и ватреним цепаницама отерао је кентауре све до Пелопонеза, где су се они сакрили у Хиронову пећину на Мелејском рту.
Сакривене у пећини, Херакле је гађао кентауре отровним стрелама, а једна од стрела је несретним случајем погодила и Хирона. Мада се Херакле трудио да излечи Хирона, није му то успело јер су стреле биле натопљене отровом из жучи Хидре, а против тог отрова није било лека. Када Хирон више није могао да издржи болове, одрекао се бесмртности коју су му подарили богови и одлучио је да умре. Замолио је Хада, бога подземног света, да га прими у царство сенки, мада на то није имао право, и то тако што ће да замени места са јунаком који је највише задужио човечанство. Био је то титан Прометеј, који тада постао бесмртан. Хиронов полубрат Зевс га је након смрти поставио међу звезде и од тад постоји сазвежђе Кентаур.